# Andoni Gorosabel Espinosa
Andoni Gorosabel Espinosa (Arrasate, Guipúscoa, 4 d'agost de 1996) és un futbolista basc. Juga com a defensa i el seu equip actual és l'Athletic Club de la Primera Divisió.

## Trajectòria
Es va formar al planter de la Reial Societat. Després de passar per juvenils el lateral seria cedit a la SD Beasain i més tard, debutaria amb el filial Txuri Urdin en Segona Divisió B.
La temporada 2016-17, el lateral dret va jugar cedit al Real Unión. Després de la seva temporada a Irun va ser recuperat per la Reial Societat, i tan sols uns mesos després jugaria en Europa League amb el primer equip blanc-i-blau.
El seu debut amb la Real va arribar en el Ciutat de València enfront del Llevant UE el 21 de setembre de 2017, partit en el qual el seu equip va perdre per tres gols a zero i on el lateral jugaria durant els primers 66 minuts del partit.
Al desembre de 2017, Gorosabel va ampliar el seu contracte amb la Reial Societat fins al 2021. L'anterior contracte de Gorosabel vencia el 30 de juny de 2019, per la qual cosa el d'Arrasate va perllongar el seu contracte per dos anys més. En aquest moment havia realitzat el seu debut amb el primer equip en la Lliga, en la Copa del Rei i en la Lliga Europa de la UEFA, disputant quatre partits en total.
El juny de 2020 va renovar el seu contracte fins al 2024. El març de 2022, va assolir la fita de 100 partits disputats amb la Reial Societat.
El març de 2022, va assolir la fita de 100 aparicions amb la Reial Societat.

### Alavés
L'11 d'agost de 2023, Gorosabel va signar un contracte d'un any amb el Deportivo Alavés, acabat d'ascendir a la primera divisió.

## Palmarès
Reial Societat
- Copa del Rei: 2019–20[9][10]